# WR 25
WR 25 – gwiazda podwójna znajdująca się w gwiazdozbiorze Kila, położona około 7500 lat świetlnych od Słońca.
Układ składa się z gwiazdy Wolfa-Rayeta o bardzo dużej masie, wynoszącej ok. 50 mas Słońca oraz jej mniejszego kompana o masie o ok. połowę mniejszej, który okrąża większy obiekt w ciągu około 208 dni.
W pobliżu WR 25 znajduje się interesująca gwiazda potrójna Tr16-244. Obie gwiazdy należą do gromady otwartej Trumpler 16 wewnątrz Mgławicy Carina.